# Perla liui
Perla liui és una espècie d'insecte plecòpter pertanyent a la família dels pèrlids que es troba a Àsia: la Xina i el subcontinent indi (incloent-hi el Nepal).